# Щелкунчик (мультфильм, 2004)
Щелку́нчик — российский полнометражный рисованный мультипликационный фильм, который создала режиссёр-постановщик Татьяна Ильина по мотивам сказки Э. Т. А. Гофмана. Но здесь действие перенесено из Германии в Россию. В фильме использована музыка из балета «Щелкунчик» П. И. Чайковского. Бюджет фильма 10 млн евро.
Всероссийская премьера: 28 октября 2004 года.
В американском прокате называется «The Nutcracker and the Mouseking» (Щелкунчик и Мышиный Король), также и в немецкой версии мультфильма: «Nussknacker und Mäusekönig».

## Сюжет
В новогодний Санкт-Петербург приезжает мастер Дроссельмейер со своим удивительным магазином игрушек. Вместе с ним прибывает Мышиный Король с прислужниками по имени Толстый и Длинный. В магазин заходят дети Маша и Николка, и Маша сразу замечает Щелкунчика, после чего Дроссельмейер рассказывает его историю. С раннего детства королевского сироту баловали и исполняли все его прихоти, поэтому мальчик вырос бессердечным и часто зло подшучивал над придворными. Однажды на новогоднем балу Дроссельмейер вручил Принцу волшебный орех Кракатук в надежде, что тот исправится, но, опять закапризничав, Принц случайно превратил себя и слуг в игрушки. Дроссельмейер отдаёт зачарованного Принца Маше, говоря, что спасти его можно с помощью того же ореха Кракатук, который созревает каждый Новый год на ёлке в Волшебной стране. Его необходимо расколоть, съесть и загадать желание.
Ночью в комнату к Маше прокрадываются мыши во главе с Королём, чтобы забрать Щелкунчика и самим найти волшебный орех. Благодаря магии Дроссельмейера все игрушки оживают. Начинается битва с мышами, которых прислала тётя Короля Мышильда, давно враждующая с Дроссельмейером, но всё прекращается с появлением родителей Маши, а Толстый и Длинный похищают Щелкунчика. Маша, выбравшись из дома, бежит следом. Она находит Щелкунчика в склепе на кладбище, где Мышиный Король пытается узнать у Принца, как добыть Кракатук. В результате допросов всё оканчивается пожаром, но Маша спасает Щелкунчика. Они спешат к Дроссельмейеру и узнают о входе в Волшебную страну. Дроссельмейер уменьшает Машу и отправляет её и Принца домой через зеркала.
Дома у Щелкунчика появляется армия, и она забрасывает мышей едой, а сам Щелкунчик заманивает Короля в ловушку. Щелкунчик и Маша попадают в Волшебную страну через комод. За ними следом проникает выбравшийся из западни Король и безуспешно пытается им всячески помешать. Наконец, друзья добираются до верхушки ёлки. После борьбы с Королём Щелкунчик получает орех, однако Король берёт Машу в заложницы, грозясь скинуть её вниз. Хотя девушка просит не слушать его, Щелкунчик отдаёт Кракатук и прыгает следом за Машей. Им удаётся безопасно приземлиться. Мышиный Король собирается загадать желание, но не успевает. Пытаясь остановить часы, он случайно глотает орех и сам становится Щелкунчиком. Принц с последним ударом курантов падает в обморок. Маша, думая, что Щелкунчик погиб, оплакивает его и внезапно оказывается в гостиной.
Вместе с родителями и братом Маша едет на бал, при этом очень печалясь. Тем временем Дроссельмейер пытается утешить Щелкунчика, но тот переживает за Машу. Волшебник объясняет, что орех — лишь испытание, и что настоящим чудом являются любовь и преданность. Он отправляет Щелкунчика к Маше сквозь зеркало, где тот с каждым шагом снова становится человеком. Воссоединившись с Машей, Принц приглашает её на вальс, а затем просит дядю вернуть своих придворных. Все куклы превращаются в людей.
Счастливые Маша и Принц выбегают на улицу и видят, как уезжает мастер Дроссельмейер. На прощанье он говорит, что для тех, кто верит в чудеса, сказка никогда не кончается. Вместе с ним уезжают и два мышиных прислужника, прихватив своего деревянного Короля. Они рассуждают, что когда-нибудь и для него найдётся возлюбленная, которая его расколдует. А Мышильда вослед Дроссельмейеру грозит, что Кракатук всё равно будет принадлежать ей.

## Роли озвучивали
- Щелкунчик, он же Принц — Евгений Миронов
- Мастер Дроссельмейер / папа Маши — Георгий Тараторкин
- Маша — Марина Александрова
- Николка — Вадим Аронов
- Мышиный Король — Ефим Шифрин
- Толстый (мышь) — Юрий Гальцев
- Длинный (мышь) — Александр Жигалкин
- Мышильда / её тень / няня Принца — Мария Аронова
- Мама Маши — Ольга Остроумова
- Модистка Клара — Галина Казанкина
- Слуги Принца — Юрий Вязовский

## Создатели
- Авторы сценария: Татьяна Ильина, Майкл Морер
- Авторы диалогов: Николь Ерыкалова, Галина Казанкина, Алексей Туркус, Алексей Шелманов
- Режиссёр-постановщик: Татьяна Ильина
- Режиссёры: Алексей Шелманов, Наталья Мальгина
- при участии: Валерия Угарова
- Художники-постановщики: Пётр Котов, Игорь Олейников
- Композиторы: Александр Вартанов, Юрий Каспаров
- Компьютерная графика: «Animo» фирмы «Cambridge Animation System»

Фильм снят при финансовой поддержке Департамента кинематографии Министерства культуры Российской Федерации
- Продюсеры и съемочная группа выражают особую благодарность: Елене Громовой, Сергею Лазаруку, Елене Мневой, Елене Таврог, Евгению Лысенко, Людмиле Пушковой, Татьяне Даниловой.